# Панагія Сумела

Паломництво до монастиря із Чудотворною іконою Панагія Сумела, Іван Саввіді (в центрі), Фрасос Евтіхідіс (праворуч), 2008 рік

Панагія Сумела (грец. Παναγία Σουμελά, тобто Богородиця з гори Мела), або Монастир Сумела (тур. Sümela Manastırı) — православний монастир, зведений наприкінці IV — на початку V століття на крейдяній скелі на території сучасної Туреччини, поблизу Трабзона. З кінця IV століття у монастирі зберігалась чудотворна ікона Богородиці Панагія Сумела, написана апостолом Лукою. 1923 року через греко-турецький обмін населенням ікона була вивезена понтійськими греками.
Дати вшанування пам'яті засновників монастиря — 18 серпня, ікони Панагія Сумела — 15 серпня.

## Історія
Заснування монастиря приписується Святому Варнаві у період 375 до 395 років, а відновлення Святий Софронію після руйнівного набігу агарян (арабів) у VI столітті.
У візантійську добу монастир користувався прихильністю кількох поколінь імператорів і став найбільш впливовим і багатим на території Понта в епоху Трапезундської імперії (період 1204–1461 років). Після падіння останньої усі привілеї були підтверджені султаном Селімом та усіма наступними османськими правителями.
Найбільшого розквіту монастир досяг у XVIII–XIX століттях. Проте через греко-турецький обмін населенням, який відбувався відповідно до рішення Лозаннської конференції, чернече життя у Панагія Сумела обірвалось. Реліквії монастиря, у тому числі чудотворна ікона Панагія Сумела були спочатку врятовані від втрати понтійськими греками, а пізніше перевезені у Грецію 1931 року, де і зберігались у Афінському Музеї Бенакі. Ікона ж Панагія Сумела стала храмовою у селищі Кастанія, заснованому переселеними до Греції понтійцями.
Впродовж кількох століть монастир Панагія Сумела був святинею не лише для понтійських греків, але й християнства всього світу, проте турецька влада дуже вороже ставилась до православного паломництва. Вперше воно стало можливим тільки 2007 року. 22 листопада 2009 року у Москві відбулась зустріч Голови Великого Національного Зібрання Туреччини Мехмета Алі Шахіна з Іваном Саввіді, координатором міжпарламентської депутатської групи зі зв'язків із Парламентом Грецької Республіки, депутатом Державної Думи РФ, в ході якої також обговорювалось питання паломництва, а також інцидент, що трапився 15 серпня 2009 року, коли в аеропорті міста Трабзон православних священників змусили зняти священничий одяг та хрести, нібито за вказівкою влади.
8 червня 2010 року Міністерство культури Туреччини на прохання Вселенського патріарха дало згоду на проведення у монастирі Панагія Сумела першої з 1922 року Божественної літургії. 15 серпня її проведе Вселенський патріарх Варфоломій I. Пряма трансляція історичної для еллінізму і християнства події організована грецькою компанією ERT.